# Klánovic zahrada
Klánovic zahrada v Řeporyjích v Praze se nachází v ulici Ebrova u Dalejského potoka poblíž národní přírodní památky Dalejský profil.

## Historie
Pozemek, kde roste sad, původně patřil rodině Klánů. Dříve zahrada, později pole nebo louka; starý sad je však zakreslen již na mapě z roku 1848. V roce 1938 se na celé ploše nacházely vzrostlé stromy, jejichž pozůstatky jsou stále patrné.
V červenci 2017 pozemek odkoupila MČ Praha – Řeporyje od Klánovy rodiny a následně byl pozemek převeden do majetku hlavního města Prahy se svěřenou správou městské části. Městská část jej spravovala do září 2018 a poté jej plně převzal do péče magistrát. Z bývalé zahrady vzniklo rekreační místo, vytvořeno bylo statanoviště pro rostliny a živočichy a potok, který sad obtéká, byl revitalizován a doplněn o tůně.

## Parametry
- Celková rozloha: 0,7 ha
- Počet stromů: 24 (r. 2019)
- Odrůdy:
  - Jabloně: Blenheimská reneta, Panenské české, Vilémovo
  - Hrušně: Červencová, Solanka, Hardyho
  - Slivoně, ořešáky a třešně (neurčené)
- Ovoce k natrhání: ano[1]